# Mkisofs
Mkisofs est un utilitaire en mode console qui permet de créer des images CD ou DVD au format ISO 9660. Mkisofs est disponible sous Linux, BSD et Windows. C'est un logiciel libre. Il est également capable de réaliser quelques fonctions de base comme effacer un disque réinscriptible et le choix de la vitesse de gravure. Il est par exemple utilisé par Nlite,un logiciel pour créer des Iso de Windows Xp ou 2000.

## Exemple d'utilisation
mkisofs -V "nom_image" -o image.iso -graft-points fichier1 fichier2 rep="répertoire"
Pour graver les images ISO on peut ensuite utiliser cdrecord.